# فن التفكير الواضح
فن التفكير الواضح (بالإنجليزية: The Art of Thinking Clearly)‏ هو كتاب من قبل الكاتب السويسري رولف دوبلي الذي يصف في كتابه أخطاء التفكير الأكثر شيوعا استعدادًا لتجنُّب الوقوع فيها. كان الكتاب في الأصل عبارة عن مقالة أسبوعية في الصحف الرائدة في ألمانيا وهولندا وسويسرا، وبعد ذلك تم جمعها في الكتب باللغة الألمانية. وقد حصل الكتاب في المراكز العشرة الأولى من قائمة دير شبيغل الأكثر مبيعا في ألمانيا لمدة 80 أسبوعا على التوالي وترجم في العديد من اللغات. إلى جانب ألمانيا وسويسرا، حصل الكتاب على قائمة أفضل عشر قوائم مبيعا في المملكة المتحدة، كوريا الجنوبية والهند وأيرلندا وسنغافورة.

## وصلات خارجية
- فن التفكير الواضح: 52 خطأ في التفكير يجب عليك تجنبها